# Liste des monarques d'Imerina
Cet article répertorie les monarques merina, depuis les origines les plus anciennes de la monarchie merina jusqu'à la conquête française du royaume merina lors de la seconde expédition à Madagascar .

## Les premiers monarques de la lignée merina
Ci-dessous se trouve une liste de la lignée des monarques merina qui ont régné dans les Hautes Terres du Centre de Madagascar et de laquelle ont été publiés les premiers monarques réels du Madagascar unifié au XIXe siècle. Avant l'unité de Madagascar, la succession reposait sur la désignation par le monarque régnant d'un héritier, généralement parmi ses propres enfants. En tant que telle, la liste ci-dessous représente une ligne généalogique directe allant de certains des plus anciens dirigeants connus identifiés au XVe siècle ou avant à la dernière reine de Madagascar du XIXe siècle. Avant le XVIe siècle, les informations détaillées sur les noms et les dates des dirigeants merina deviennent moins cohérentes. La généalogie de cette première période provient principalement de l'histoire orale, tandis que les noms et dates ultérieurs sont vérifiables à partir de sources primaires. Ces sources combinées fournissent la liste suivante des dirigeants Merina qui ont précédé l'unification de l'Imérine par Andrianampoinimerina dans les Hautes Terres Centrales et la conquête réussie par son fils Radama I de la majorité de Madagascar, qui a placé l'île sous son règne.
Les neuf premiers noms listés proviennent de l'histoire orale et sont sans preuves de fond permettant de vérifier la biographie ou le règne du souverain, à savoir des monarques légendaires ou semi-légendaires.

### Tradition orale
Liste des monarques selon la tradition orale :
- Andrianerinerina (Fils de Dieu incarné. Selon la croyance populaire, il est descendu du ciel et a établi son royaume à Anerinerina)
- Andriananjavonana
- Andrianamponga I
- Andrianamboniravina
- Andriamoraony
- Andriandranolava (Andranolava)
- Andriampandrana
- Andrianampandrandrandava (Rafandrandrava)
- Andriamasindohafandrana (Ramasindohafandrana)
- Rafandrampohy
- Andriampandramanenitra (mg) (Rafandramanenitra)

### Monarques avérés
- La reine Rangita (Rangitamanjakatrimovavy) (1520-1530)
- La reine Rafohy (1530-1540)
- Le roi Andriamanelo (1540-1575)
- Le roi Ralambo (1575-1600)
- Le roi Andriantompokoindrindra (1600-1610)
- Le roi Andrianjaka (1610-1630)
- Le roi Andriantsitakatrandriana (en) (1630-1650)
- Le roi Andriantsimitoviaminandriandehibe (1650-1670)
- Le roi Razakatsitakatrandriana (en) (1670-1675)
- Le Andrianamboniravinaroi Andriamasinavalona (Andrianjakanavalondambo) (1675-1710)
- Le roi Andriantsimitoviaminiandriana Andriandrazaka (Andriantsimitoviaminandriandrazaka) (1710-1730)
- Le roi Andriambelomasina (1730-1770)
- Le roi Andrianjafynandriamanitra (Andrianjafinjanahary ou Andrianjafy) (1770-1787)
- Le roi Andrianampoinimerina (1787-1810)

## Monarques du royaume de Madagascar (1810-1897)
- Radama Ier le Grand (1793 – 27 juillet 1828), règne du 6 juillet 1810 au 27 juillet 1828, fils d'Andrianampoinimerina
- Ranavalona Ire (1778 – 16 août 1861), règne du 1er août 1828 au 16 août 1861, épouse de Radama Ier le Grand
- Radama II (23 septembre 1829 – assassiné le 12 mai 1863), règne du 16 août 1861 au 12 mai 1863, fils de Ranavalona Ire
- Rasoherina (1814 – 1er avril 1868), règne du 12 mai 1863 au 1er avril 1868, épouse de Radama II
- Ranavalona II (1829 – 13 juillet 1883), règne du 1er avril 1868 au 13 juillet 1883, épouse de Radama II
- Ranavalona III (22 novembre 1861 – 23 mai 1917), règne du 30 juillet 1883 au 28 février 1897 (renversée), nièce de Ranavalona II

## Après la chute

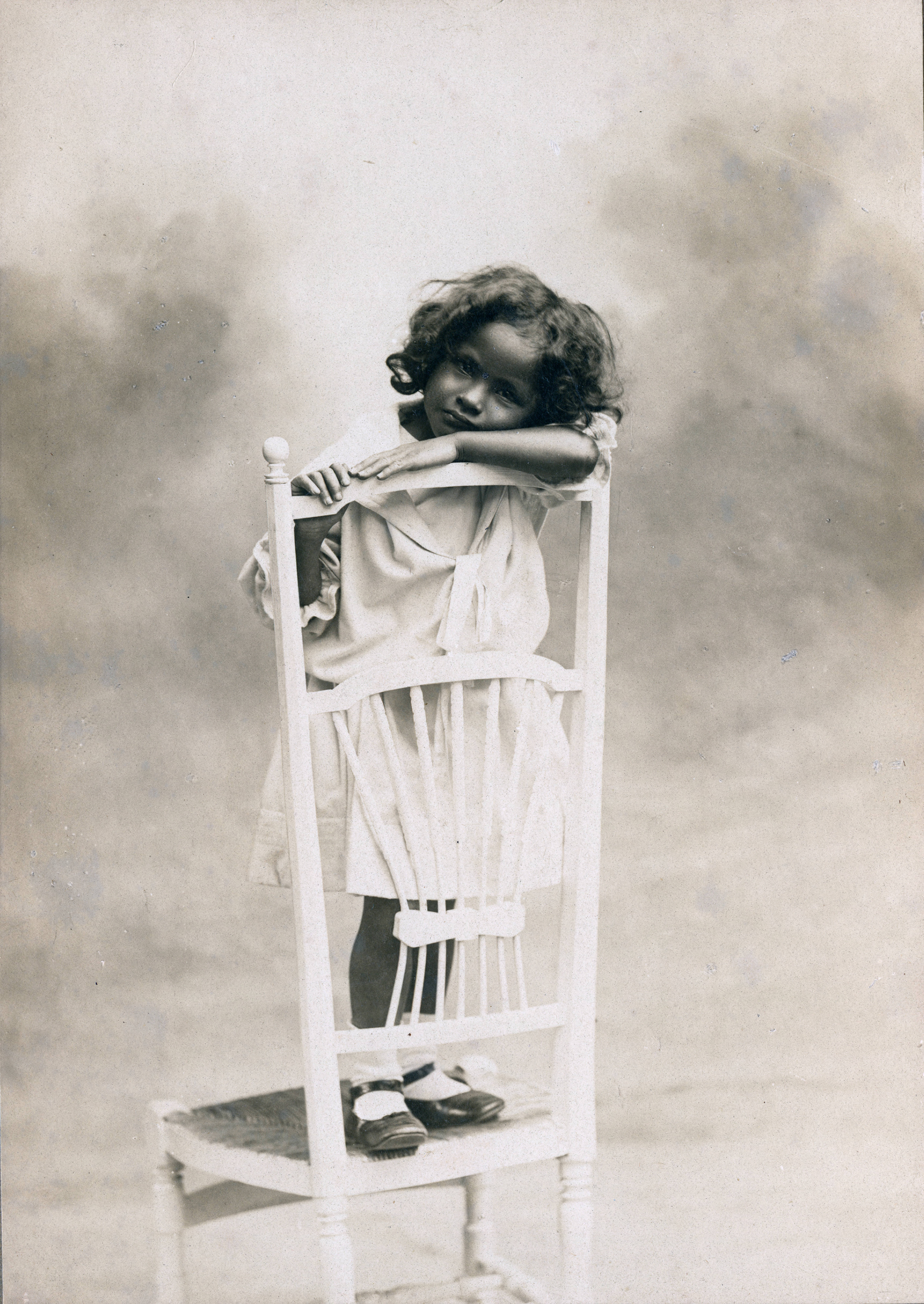
Marie-Louise (en 1900), nièce et héritière présomptive de la reine Ranavalona III.

Après la chute de la Maison royale et la mort du dernier souverain, Marie-Louise, héritière présomptive de la reine Ranavalona III, est restée[pas clair]. Elle est morte sans enfant en 1948.
La Loi d'annexion de Madagascar fut abolie le 14 octobre 1958.
Dans les années 1980-1990, Ny Andriana Général de Division Roland Rabetafika, ancien de Saint-Cyr, récréa le Fianakaviambe ou Association de la Noblesse du Royaume de l'Imerina. 
Plus tard, Ny Andriana Étienne Ralitera, issu de la branche aînée de la Maison Royale de Madagascar, devint le Chef de la Maison Royale de l'Imerina et de Madagascar et le Chef des Associations Aristocratiques de Madagascar en 2003-2015.
Ny Andriana Étienne Ralitera, Chef de la Maison royale de Madagascar, par ailleurs Grand Chancelier de l'Ordre National de Madagascar, a rencontré Son Excellence Monsieur Koffi Annan et Son Excellence Monsieur Ban Khi-Moon, successivement Secrétaire Général de l'Organisation des Nations-Unied (ONU).[pourquoi ?]
Plus tard, selon les Promesses divines[Quoi ?], et après sept étapes[Lesquelles ?] durant plus de sept années, Sa Majesté le Roi Ndriana Rabarioelina, issu de la branche aînée de la Maison Royale, Chef de la Maison Royale de Madagascar, fut oint et consacré Roi traditionnel de l'Imerina et de Madagascar selon les Traditions royales à Ambohidrabiby Hasin'Imerina, dans le royaume de l'Imerina, sur les Hautes Terres Centrales en 2015.
Après cela, Ny Andriana Étienne Ralitera a fait le passation de flambeau royal et de passation de pouvoir royal et du sceptre royal traditionnel au Roi Ndriana Rabarioelina devant les chefs des grandes familles royales et princières de l'Imerina et de rois traditionnels de Madagascar.
Le Roi Ndriana Rabarioelina a rencontré plus de cent rois[évasif] dans plus de douze pays.[réf. nécessaire]

## Voir également
- Hautes Terres Centrales de Madagascar
- Le peuple merina
- Royaume de Madagascar
- Liste des gouverneurs coloniaux de Madagascar (en)
- Liste des présidents de Madagascar
- Premiers ministres de Madagascar

### Sources
- Christopher Buyers, « The Merina (or Hova) Dynasty (Page 1) » (consulté le 8 juillet 2010)
- Christopher Buyers, « The Merina (or Hova) Dynasty (Page 2) » (consulté le 8 juillet 2010)